# قناة مصر التعليمية
قناة مصر التعليمية هي واحدة من مجموعة قنوات النيل المتخصصة وهي تهتم بفئة التربية والتعليم وكل ما يهمهم من مقررات ومراجعات طيلة فترة العام.
و تهتم قناة مصر التعليمية بجميع المراحل العمرية وجميع المقررات الدراسية ويقدم شرح الدروس نخبة من المعلمين وتقوم القناة بتقديم شرح مبسط وتدريبات واختبارات تكفيه عن الدروس الخصوصية التي أصبحت عبء على كاهل أولياء الأمور ومن ثم تكون هي الدرع الحامي للتعليم في أثناء وقبل الجائحة وهي قناة تعليمية ناجحة.

## انظر أيضّاً
- قناة مدرستنا 1
- قناة مدرستنا 2
- قناة مدرستنا 3